# Uncharted: Fortune Hunter
Uncharted: Fortune Hunter é um jogo eletrônico de quebra-cabeça produzido pela desenvolvido pela Playspree e publicado pela PlayStation Mobile. Foi lançado dia 5 de maio de 2016 antecedendo o lançamento de Uncharted 4: A Thief's End no dia 10 de maio de 2016, é o primeiro a chegar aos smartphones, e com um gênero totalmente diferente da série.
O jogo foi lançado repentinamente, nenhum anúncio foi feito a respeito. O jogo veio com compatibilidade a A Thief's End e desbloqueia conteúdo exclusivo para o multiplayer do jogo ao se concluir algumas metas.  Embora seja free to play, ele possui microtransações de caráter estético ou para apenas facilitar a solução das fases. 

## Jogabilidade
Fortune Hunter leva o aventureiro Nathan Drake e seu parceiro Victor Sullivan ao redor do mundo em busca de tesouros perdidos de personagens históricos. Sully como sempre dando dicas enquanto observa Drake passando por inúmeros calabouços resolvendo quebra-cabeças para chegar aos tesouros e pistas de novos tesouros.
Na pele de Drake você desliza o dedo pela tela traçando qual caminho ele deve percorrer pela plataforma de quebra-cabeça. Você terá que interagir com espelhos para refletir luz ou acionar algum painel, puxar e empurrar blocos, assim como pisar ou colocar peso em alguns pisos. À medida que for avançando nas fases você se deparará com armadilhas, dardos, abismos e espinhos que terá que evitar. Drake também pode usar sua pistola para acionar objetos à longa distância. Diferente de alguns jogos não há um número definido de movimentos para chegar no objetivo, no entanto lhe é dado um número de movimentos específicos para poder receber uma chave de saque. A chave de saque permite que Sully lhe forneça um baú especial que poderá lhe ar itens para serem usados dentro do jogo ou em Uncharted 4: A Thief's End. Algumas fases poderão ter tesouros especiais e esferas místicas. Esferas místicas podem te ressuscitar o fazendo continuar de onde parou caso morra ou revelar a solução do quebra-cabeça. Já os tesouros especiais não possuem nenhuma serventia dentro do jogo, mas o seu acúmulo abrirá skins, para armas e personagens e acessórios para o multiplayer de Uncharted 4. Os prêmios obtidos para ele são resgatados em Fortune Hunter se logando com sua conta da PlayStation Network.

## Recepção
Fortune Hunter recebeu nota de 80.00% no GameRankings e nota geral de 77.00% no Metacritic.
Em geral o jogo recebeu  notas altas à medianas. Seu ponto alto sendo a mecânica, seu grande número de níveis e o design 3D e sua originalidade em entreter sem se tornar igual aos demais jogos do gênero. No entanto alguns críticos reclamaram que o jogo com o tempo fica redundante e que sentem a falta de dublagem.